# Caractère sectaire des Témoins de Jéhovah
 (octobre 2015).
L'assimilation des Témoins de Jéhovah à une secte fait l'objet de débats impliquant diverses disciplines (histoire, sociologie, droit…), en fonction de la définition utilisée de ce terme et du pays dans lequel ils se trouvent.

## Définition étymologique
Du point de vue étymologique, ils peuvent correspondre à l'origine latine du mot (sectare) en tant que groupe schismatique se séparant sur le plan doctrinal d'un mouvement bien établi, à savoir le second adventisme, lui-même issu du protestantisme.

## Sens sociologique

### Typologie de Weber et Troeltsch
Au XIXe siècle, les sociologues Max Weber et Ernst Troeltsch définissent l'idéal-type  de la secte comme un groupement religieux intransigeant et en rupture avec la société. Le type secte n'a de sens que par opposition au type Église, alternative sociale de la religion qui prend sa place au milieu des institutions profanes. Françoise Champion (chargée de recherches au CNRS) résume ainsi cette typologie : « Selon [Weber et Troeltsch], on naît dans l’Église, qui est coextensive à la société, mais on entre dans la secte par conversion. Selon eux, également, l'Église accepte un compromis avec le monde, alors que la secte la récuse. Enfin, dans l'Église, il y a deux catégories de personnes : clercs ou religieux d'un côté, laïcs de l'autre. Aux premiers, une morale exigeante ; aux seconds, une morale plus accessible. Cette distinction clercs-laïcs ne se retrouve pas dans la secte : tous les membres y sont, en principe, égaux et tous sont soumis à la même morale exigeante ». Avec le temps la secte se « routinise », commence à faire des concessions ou des compromis, et se rapproche finalement du type Église.
Selon Nathalie Luca (ethnologue, chercheuse au CNRS) : « L'exemple magistral en est la naissance du protestantisme. À la réforme, un besoin de radicalité s'exprime, pour revenir au plus proche d'un christianisme authentique moins imprégné de la vie sociale. C'est une démarche volontaire et pleinement religieuse de chrétiens engagés. La secte - le mot n'a pas de connotation péjorative - est une force de rupture par rapport à l'Église dont elle est issue et qu'elle accuse de se compromettre avec le monde. La réforme a donné naissance à quantité de groupes radicaux, de « sectes ». Mais, à chaque époque, on retrouve ce besoin de radicalité - baptistes, Témoins de Jéhovah, pentecôtistes, charismatiques protestants et catholiques, etc. Et comme la radicalité est difficilement viable à long terme, peu à peu la secte se « routinise », perd de sa ferveur initiale, et devient une Église vouée à d'autres réactions sectaires et schismes ! »
Le sociologue Régis Dericquebourg souligne dans son étude sur la période de 1973 à 1979 que les Témoins de Jéhovah considèrent le monde comme intrinsèquement mauvais et impossible à améliorer, ce qui les classe dans la catégorie des « sectes révolutionnaires » de la typologie de Bryan Wilson,. Cependant, il privilégie depuis lors le terme de « groupe religieux minoritaire » pour parler des groupes qualifiés généralement de « sectaires ».
Bernard Blandre, agrégé d’histoire qui étudie le mouvement, constate en 1987 : « Les Témoins de Jéhovah constituent un groupement volontaire de croyants qui considèrent le monde comme essentiellement mauvais, s’affirment les uniques détenteurs de la vérité et vouent à toute autre organisation que la leur à une destruction prochaine. En enlevant à ce mot toute nuance péjorative, ils correspondent à la définition sociologique de la secte et n’aspirent d’aucune manière à devenir une Église. »

### Typologie de Stark et Bainbridge
En 1987, les sociologues Rodney Stark et William Sims Bainbridge estiment que le modèle de Weber et Troeltsch définit le type « Église » d'une manière trop vague pour être utilisable sociologiquement. C'est pourquoi ils redéfinissent la secte comme une « organisation religieuse déviante des croyances et des pratiques traditionnelles », et l’Église par opposition comme une « organisation religieuse conventionnelle ». Leur classification ne garde qu'un seul critère : la tension qui existe avec le milieu socioculturel. L’Église est donc considérée comme intégrée dans son environnement, tandis que la secte reste séparée du reste de la société. De nombreux groupes sont évalués par ce critère, et les Témoins de Jéhovah ressortent de cette évaluation comme un groupe en tension extrême avec la société.

### Éventuelle évolution vers la dénomination
Les sociologues relèvent des évolutions qui montreraient que les Témoins de Jéhovah perdraient de leur radicalité et correspondraient de plus en plus à la « dénomination », étape de passage de la secte vers l'Église. Ayant été amené à examiner à nouveau la question des Témoins de Jéhovah, Régis Dericquebourg a noté des changements de comportements depuis son étude menée dans les années 1970 :

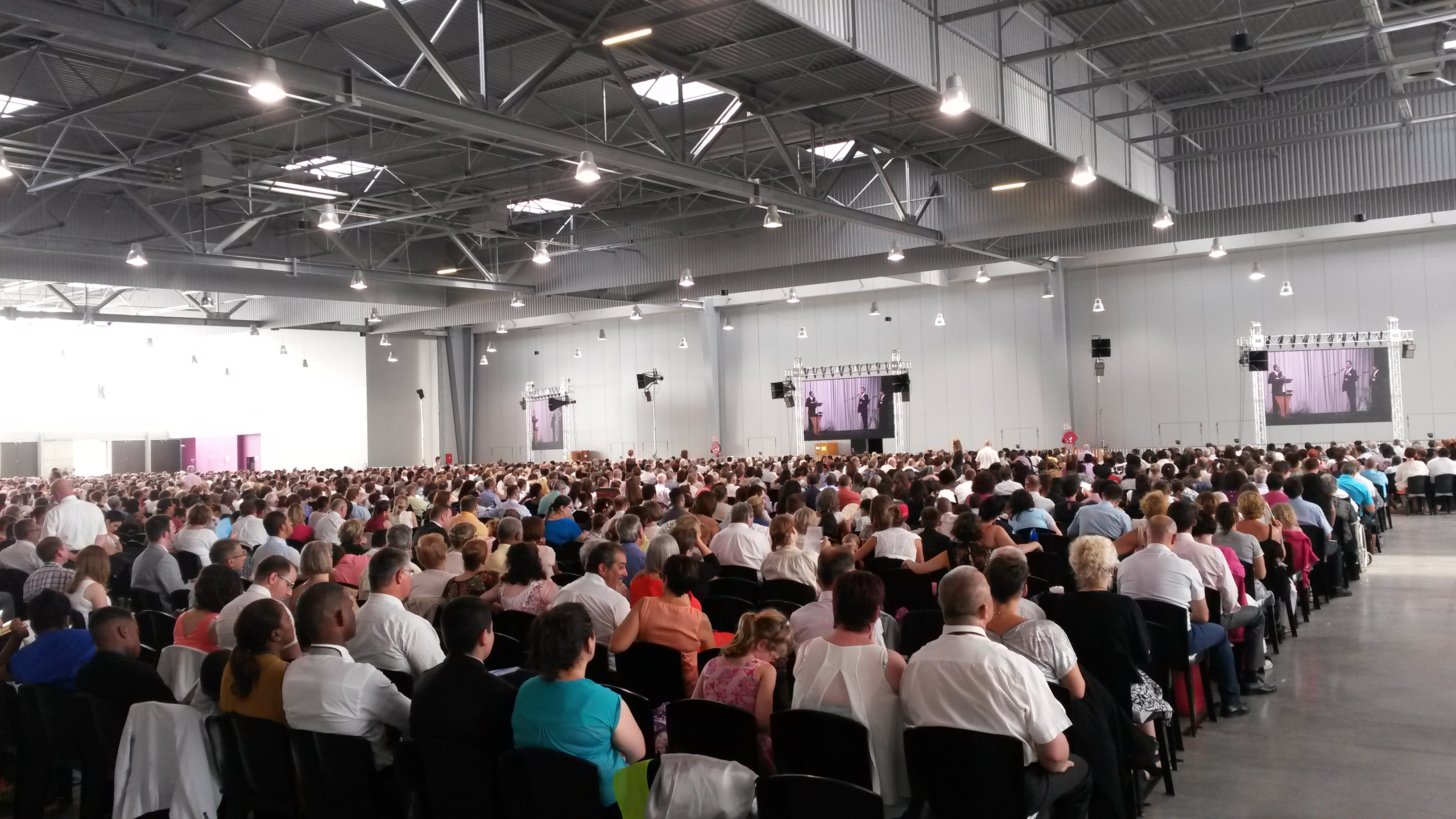
Assemblée régionale des Témoins de Jéhovah à Châlons en Champagne 2016

- Action humanitaire : Les Témoins de Jéhovah ont plusieurs fois apporté leur aide aux populations victimes d'inondations. Certains participent à des actions sociales, par exemple au sein des Restaurants du cœur. Le siège national des Témoins de Jéhovah a apporté une aide humanitaire aux populations d'Afrique (notamment lors du génocide au Rwanda).
- Service national : à la suite de négociations avec le ministère de la Défense en février 1995, les Témoins de Jéhovah ont accepté d'accomplir un service civil en remplacement du service militaire.
- Refus des transfusions sanguines : Des structures d'information hospitalières ont été mises en place à partir de 1982, pour favoriser le dialogue et la collaboration avec les médecins et leurs équipes médicales.
- Discussions avec l'État : Les Témoins de Jéhovah ont entrepris diverses démarches pour être reconnus comme association cultuelle.

Les Témoins de Jéhovah ont modifié un certain nombre de points dans leur comportement pour ne plus prêter flanc aux critiques, c'est ce que le sociologue Régis Déricquebourg a appelé la 'normalisation' des Témoins de Jéhovah :
- 1989, France : Arrêt de la prédication des jeunes Témoins de Jéhovah dans les enceintes des établissements scolaires pour respecter la laïcité. Abandon de la politique d'exclusion concernant les 'compagnons agréés'[réf. nécessaire] : les parents de jeunes élevés chez les Témoins de Jéhovah peuvent désormais avoir des relations normales envers ceux de leurs enfants qui ne sont pas devenus Témoins de Jéhovah. Affiliation de la Société Watchtower avec le bureau DPI de l'ONU, néanmoins la même année le mouvement continue à proclamer le caractère satanique de cette organisation internationale.
- 1995 : Création du CETJAD. Les Témoins acceptent enfin de collaborer avec les historiens sur leur passé dans les camps de concentration.
- 1996, International : Acceptation du service civil en remplacement du service militaire.
- 1997, 1999 : L'association française AMS, chargée de faire la promotion de la médecine non-transfusionnelle auprès du corps médical, et composée exclusivement de Témoins de Jéhovah tente de recevoir le statut de consultant auprès du conseil de l'Europe[8].
- 1999 : Ils peuvent se rendre au bureau de vote, même quand la loi ne les y oblige pas.
- 2000 : Rappel est fait aux fidèles Témoins de Jéhovah du territoire français que l'inscription sur les listes électorales est une obligation légale[9], ce qui entraine un afflux massif de demandes dans les préfectures, par exemple en France d'outre-mer.
- 2000: Officialisation dans La Tour de garde du 15 juin 2000 de l'autorisation d'utiliser des produits à base d'hémoglobine tiré du sang (humain ou bovin), autorisation initiée localement en 1998 par l'acceptation ponctuelle d'un produit comme l'hémopure[10].

Quant à Nathalie Luca, outre cet arrangement avec le ministère de la Défense en 1995 et l'acceptation aujourd'hui de la « journée citoyenne », elle estime que les Témoins de Jéhovah accordent désormais une plus grande place aux études supérieures pour leurs enfants.

D'un autre côté, l'historien Bernard Blandre, spécialiste de ce mouvement ayant analysé la récente résolution adoptée aux assemblées d'été de 2006, se demande s'ils « franchiront un jour ce pas » : 
« On sait qu’avec le temps une secte s’assagit pour devenir une dénomination. Si l’on tient compte de l’époque de leurs précurseurs, les Témoins de Jéhovah ont au moins deux siècles d’existence ; ils ne sont toujours pas passés d’un stade à l’autre - s’ils franchissent un jour ce pas. Cette résolution marque peut-être un durcissement contre une amorce d’évolution : connu comme n’étant pas témoin de Jéhovah, je suis en relation avec plusieurs par Internet. On sait par ailleurs que dans certaines circonstances des congrégations françaises de témoins de Jéhovah ont fait des dons à des centres communaux d’action sociale, ce qui est condamné par le cinquième point de la résolution. »

## Sens moderne
En dehors de ces définitions non péjoratives, la classification des Témoins de Jéhovah en tant que secte au sens moderne de groupe spirituel dangereux reste très polémique. Par exemple, Jean Delumeau, titulaire de la chaire d'histoire des mentalités religieuses dans l'Occident moderne au Collège de France, s'est déclaré « plus réservé quand on emploie le mot « secte » pour […] les Témoins de Jéhovah [entre autres] ». Quant à Françoise Champion, chargée de recherches au CNRS, interrogée à propos des Témoins de Jéhovah, elle a répondu : « Ils entrent dans la logique des anciennes sectes protestantes repliées sur elles-mêmes. La Scientologie fait partie de ces nouveaux groupes qui mêlent religiosité et thérapies à vendre ».
De même, Nathalie Luca, ethnologue et chercheuse au CNRS, et Frédéric Lenoir, philosophe et sociologue, font une distinction entre les Témoins de Jéhovah et les « nouvelles sectes », dans leur ouvrage Sectes, mensonges et idéaux : « Certains ne manqueront pas de nous reprocher de faire entrer les Témoins dans cette catégorie des sectes traditionnelles de terrain chrétien et non dans la catégorie des « nouvelles sectes » qui se définissent principalement par le mensonge et la dangerosité. Pour avoir étudié en profondeur ce mouvement, il est clair pour nous que les Témoins de Jéhovah sont de nature très différente de ces nouvelles sectes. Ils affichent clairement leurs objectifs réels, l'argent sert à construire des lieux de culte et non à enrichir quelques nababs, le pouvoir est collégial et n'est pas entre les mains d'un gourou tout-puissant, etc. Cela ne signifie pas pour autant que ce groupe ne présente aucune dangerosité ».
Alain Vivien, l'ancien président de l'ex-MILS, estime que les Témoins de Jéhovah n’appartiennent pas à la catégorie des « sectes absolues », mais à une « association religieuse qui a des aspects de dérive sectaire ».
En mai 2006, Catherine Katz, secrétaire générale de la Miviludes, a déclaré à propos de l'organisation des Témoins de Jéhovah : « C'est un groupe qui donne lieu à des dérives sectaires répertoriées dans les deux rapports parlementaires et tous les rapports de toutes les missions françaises et européennes ».
Les dérives qui leur sont reprochées sont essentiellement l'isolement social des fidèles et le refus dogmatique des transfusions sanguines.

### Intégration sociale

#### Éducation de l'enfant
En France, le rapport parlementaire de 1995 classe le mouvement des Témoins de Jéhovah dans les sectes qui pratiquent « l'embrigadement des enfants sous une forme plus ou moins insidieuse ». L'UNADFI ainsi que la Miviludes dénoncent certaines interdictions comme nuisant à l'intégration sociale de ces enfants, ainsi que la conception diabolisante de la société actuelle  et l'enseignement apocalyptique des Témoins de Jéhovah, qui sont parfois destructeurs pour les jeunes qui décident de ne pas devenir Témoin de Jéhovah ou qui quittent un jour le mouvement. Ils soulignent aussi les conséquences liées à l’excommunication du mouvement à laquelle peut aboutir un baptême parfois précoce des enfants, un emploi du temps chargé et le risque mortel que représente le refus de la transfusion sanguine pour les enfants, dans certains pays.
Le rapport parlementaire de 2006 relatif à l'influence des mineurs en milieu sectaire évoque les Témoins de Jéhovah en ce qui concerne le conditionnement et la culpabilisation des enfants (p. 24 et 36), l'emploi du temps chargé de ces enfants (p. 25), le prosélytisme indirect à l'école (p. 26 et 27), les troubles psychologiques qu'engendreraient « la séparation d'avec le monde » (p. 29 et 30), l'incapacité du développement de l'autonomie (page 32), les risques de non-dénonciation d'abus sexuels sur mineurs (p. 39 et 40), les difficultés psychologiques de la sortie du mouvement (p. 51), le problème des transfusions sanguines (p. 65 à 68 et 129 et 130).

#### Activités sociales
Par ailleurs, les Témoins de Jéhovah sont critiqués du fait de leur rejet de plusieurs pratiques sociales : ils refusent de participer aux fêtes traditionnelles (Noël, Pâques, anniversaires de naissance…), de voter pour un parti politique d'effectuer le service militaire et le service civil (jusqu'en 1995), d'agir pour des causes humanitaires en dehors de l'aide accordée à leurs coreligionnaires. En outre, ils sont vivement encouragés à renoncer à une carrière profane, et jusqu'en 2018 en France à la poursuite d'études supérieures, doivent limiter leur fréquentation des personnes non-Témoins aux strict minimum (rapports dans le travail et en prédication), être très sélectifs dans le choix de leurs divertissements (tout ce qui a trait à l'occultisme, au sexe hors mariage, à la fausse religion, à la violence, ou qui pourrait introduire des doutes comme la philosophie doit être proscrit) et limiter l'utilisation d'Internet, car ce média est considéré comme dangereux.
Selon les critiques des Témoins de Jéhovah, cette rupture sociale est accentuée par les activités qu'un Témoin de Jéhovah est censé accomplir : au moins  cinq heures de réunions, deux à trois heures en moyenne de prédication par semaine, la préparation de toutes les réunions, l'étude individuelle, etc. En plus des 'activités profanes' classiques (travail, ménage, etc.), un Témoin de Jéhovah a donc peu de temps pour autre chose.
De leur côté, les Témoins de Jéhovah mettent régulièrement en avant des jeunes épanouis au sein de leur mouvement et menant une vie considérée comme « normale », parfois à l'aide d'enquêtes sociologiques. Par exemple, une enquête SOFRES commandée par les Témoins de Jéhovah et menée en octobre 1998 révélait que « le niveau d’instruction des interviewés [Témoins de Jéhovah] est voisin de celui de la moyenne des Français », « les tendances observées dans les familles montrent une forte participation au système scolaire classique », « trois familles [de Témoins de Jéhovah] sur quatre font participer leurs enfants aux activités culturelles et sportives de l’école, deux tiers aux activités sociales, classes vertes, classes de neige, etc. », « pendant les vacances, leurs enfants sont majoritairement occupés à sortir avec des amis, lire, ou regarder la télévision ».

#### Pratique de l'excommunication
L'attitude des Témoins de Jéhovah envers les « exclus » désormais appelés « excommuniés » est sujet à débat. En effet, la direction du mouvement religieux encourage ses fidèles à ne plus fréquenter une personne démissionnaire ou excommuniée, à ne pas engager de conversation amicale avec elle, ni même, en principe, à la saluer. Comme la Société Watchtower recommande à ses adeptes de limiter leurs relations avec les gens du monde extérieur, certains excommuniés se retrouvent très seuls et ont beaucoup de mal à supporter cette éviction. Des cas de tentatives de suicide ou des suicides s'étant produits après une réprimande religieuse ou une excommunication sont également rapportés.
Les ex-Témoins de Jéhovah qui témoignent publiquement de leur expérience dans ce mouvement rapportent que les contacts avec leur famille Témoin de Jéhovah sont rendus au mieux très difficiles, quand cela ne tombe pas dans la rupture de tout contact, y compris dans des circonstances exceptionnelles comme un mariage ou un décès.

### Problème des transfusions sanguines
Depuis des années, ils sont dénoncés comme mouvement sectaire par les principaux organismes de lutte contre les sectes, notamment par des acteurs de la lutte anti-sectes en France, tels que Didier Pachoud ou Jean-Pierre Brard qui dénoncent la dangerosité de l'organisation des Témoins de Jéhovah en évoquant leur refus dogmatique de la transfusion sanguine. Didier Pachoud a par exemple déclaré durant le colloque national organisé à Marseille par le GEMPPI : 
« C’est pour cette raison, que nous avons choisi de terminer ce colloque en traitant les effets de la doctrine farfelue et absurde des témoins de Jéhovah consistant à sacrifier sa vie ou la vie de ses enfants (c’est possible dans certains pays à législation laxiste sur ce point) par l’abstention de transfusions sanguines vitales dans certains cas pour respecter le symbole de vie qu’est le sang dans la Bible. Si l’on faisait le compte des personnes ainsi sacrifiées sur l’autel du fanatisme doctrinal sectaire des témoins de Jéhovah, nous dépasserions sans doute le nombre de victimes, suicidées ou assassinées, de l’Ordre du Temple Solaire. Mais rassurez-vous, les témoins de Jéhovah ne troublent pas l’ordre public, ils se laissent mourir en silence, d’ailleurs leurs conducteurs-surveillants spirituels qui les encadrent de près dans ces moments là, y veillent. »

## Statut juridique

### Reconnaissance en Europe

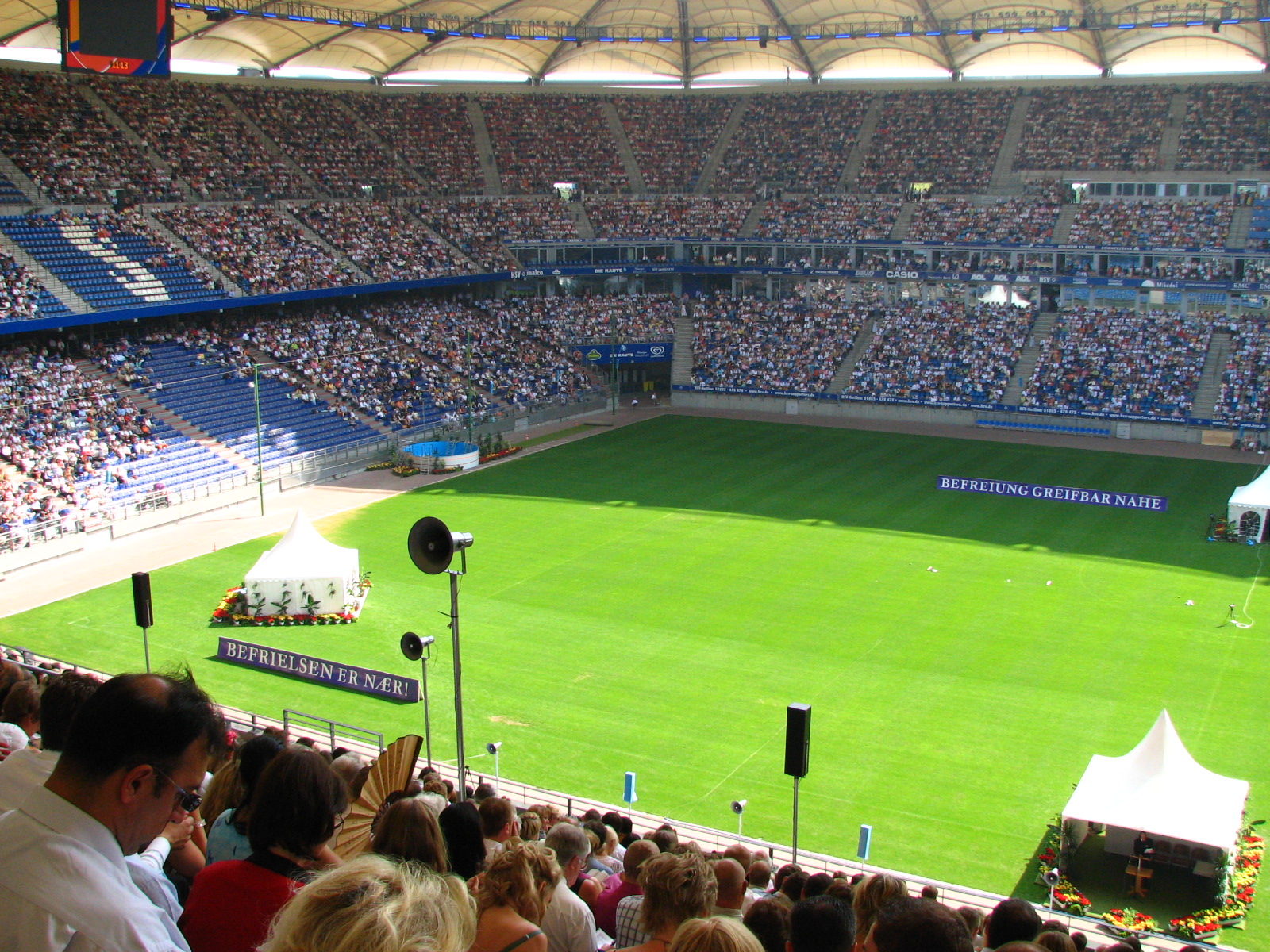
Assemblée internationale des Témoins de Jéhovah en Allemagne (2006)

Depuis la fin des années 1990, l'Europe se montre de plus en plus soucieuse de lutter contre les discriminations religieuses. Cela entraîne que des minorités religieuses, qui jusque-là n'étaient pas reconnues par les États européens, bénéficient depuis peu du système de droit conventionnel.
Les Témoins de Jéhovah bénéficient, comme d'autres groupes religieux, de cette évolution. C'est ce qu'a montré Francis Messner, spécialiste du droit des cultes au sein de l'Union européenne et directeur de recherche au CNRS, qui a constaté à la fin des années 1990 que les Témoins de Jéhovah, bien qu'ils soient qualifiés par certains de secte, avaient acquis une certaine reconnaissance en Europe : « les mouvements religieux communément appelés sectes ne bénéficient pas des avantages symboliques et du soutien économique de la législation cultuelle dans les pays de l'Union européenne, à l'exception des Témoins de Jéhovah : en Italie, ils sont enregistrés sur un registre des confessions religieuses, et les effets civils de leur mariage religieux sont reconnus au Danemark ». Il conclut : « Les Témoins de Jéhovah sont en train de conquérir une certaine légitimité dans tous les pays de l'Union européenne ».
Chargée de recherches au Centre d'Études interdisciplinaires des Faits religieux (CNRS), l'anthropologue Nathalie Luca confirme ce statut généralisé accordé aux Témoins de Jéhovah dans son ouvrage Individus et pouvoirs face aux sectes : « Cette association jouit désormais, dans la quasi-totalité des pays d'Europe occidentale, de tous les droits et libertés prévus par l'ordre juridique national. Elle y est reconnue comme association cultuelle ». Elle explique les raisons de cette évolution juridique par le règlement de deux points de discorde : le refus de la transfusion sanguine et celui du service militaire. « Le premier a trouvé une solution juridique : les enfants mineurs devant être transfusés sont mis temporairement sous la tutelle du juge qui autorise la transfusion. Les produits de substitution, qui se sont peu à peu développés, ont permis par ailleurs le recours à des procédés évitant l'échange de sang interdit par la doctrine jéhoviste. Des décès d'enfants, survenus faute de transfusion sanguine, n'ont plus été signalés en Europe occidentale depuis plusieurs années. Le problème du service militaire s'est également réglé de lui-même dans plusieurs pays en raison de la professionnalisation de l'armée. »
Dans son rapport annuel de 2006, la Mission interministérielle de vigilance et de lutte contre les dérives sectaires a publié une étude comparative du statut des Témoins de Jéhovah dans les différents pays européens à partir des informations fournies par chaque ambassade de France. Outre les cas traités plus en détail précédemment, on relève d'autres membres de l'Europe :
- En Belgique, les Témoins de Jéhovah sont simplement déclarés sous forme d'association sans but lucratif.
- En République tchèque, ils forment officiellement une « Église » depuis le 1er septembre 1993.
- En 1997, leur mouvement a obtenu le statut de «religion connue» en Grèce. Le gouvernement leur a délivré par la même occasion une autorisation pour la création de lieux de culte et une loi de 1997 leur permet de bénéficier d'un service civil de remplacement en tant qu'objecteurs de conscience.
- En Pologne, ils disposent du statut légal de «mouvement religieux» depuis le 31 janvier 1990.
- Enregistrés comme association, les Témoins de Jéhovah de Chypre sont exemptés de service militaire et leurs mariages sont reconnus par la loi. L'État les reconnaît donc implicitement comme «groupe religieux».
- En Suède, ils sont légalement enregistrés comme «communauté religieuse» depuis 2000 et peuvent célébrer des mariages ayant des effets civils.

### France

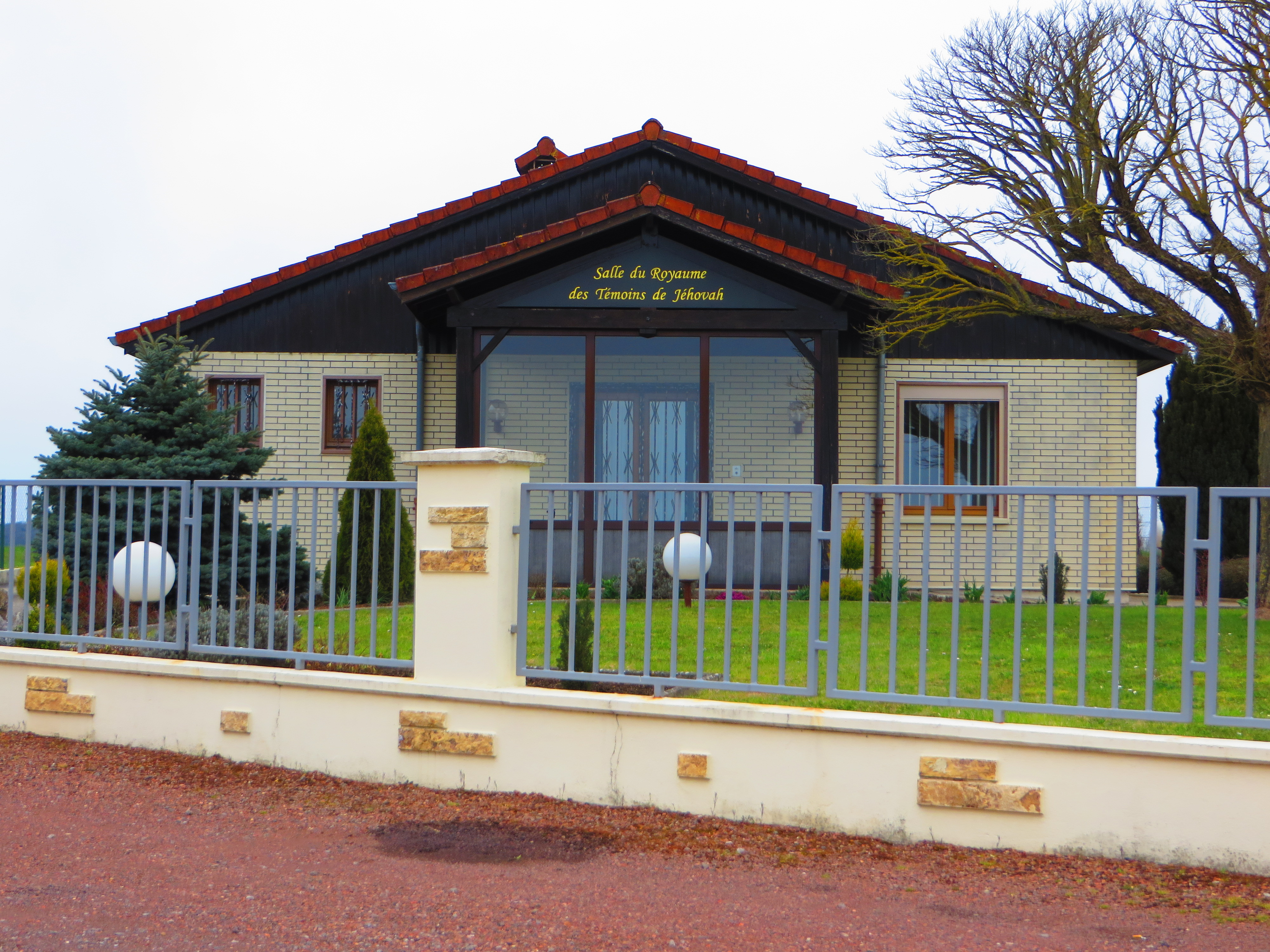
Salle du Royaume en Moselle

En France, la loi du 9 décembre 1905 relative à la séparation des Églises et de l'État prévoit que le culte soit organisé par le régime juridique des associations cultuelles. Les Témoins de Jéhovah ont donc décidé de déclarer leurs principales associations en conformité avec la loi de 1905, la première déclaration retrouvée remontant à 1906.
L'article 2 de cette même loi établit clairement : « La République ne reconnaît, ne salarie ni ne subventionne aucun culte ». Il n'existe donc pas de distinction entre les religions reconnues et les autres. De même, faute de définition juridique, la notion de secte n'entraine aucune conséquence légale. C'est pourquoi la Mission interministérielle de vigilance et de lutte contre les dérives sectaires a rappelé en plusieurs occasions que « Les témoins de Jéhovah ne sont pas une secte parce qu’en France, la terminologie “secte” ne correspond à aucune réalité, que ce soit sur le plan juridique, réglementaire ou légal . ».
Les Témoins de Jéhovah ont entrepris les démarches nécessaires pour bénéficier du statut d'association cultuelle. Selon le professeur Olivier Dord, « devenir une association cultuelle permet en effet à un groupe “sectaire” d'asseoir de façon définitive sa reconnaissance sociale. » À la suite de longues démarches administratives et judiciaires et d'une jurisprudence construite en leur faveur, les autorités françaises ont décidé de leur accorder ce statut cultuel, y compris à leurs instances nationales depuis 2002. Selon l'ouvrage encyclopédique Droit français des religions, « le mouvement des Témoins de Jéhovah en France est de loin celui qui a revendiqué avec le plus de succès le bénéfice d’une reconnaissance officielle, relative en particulier à son statut de culte. Ce mouvement, et lui seul dans ce cas, est donc parvenu en partie à s’extraire de la qualification “sectaire” qui lui avait été prêtée par le rapport Gest-Guyard. »
Dans la revue Critique internationale publiée par Sciences Po, Nathalie Luca souligne la singularité de la France dans son attitude à l'égard des Témoins de Jéhovah : « Le traitement de l’association des Témoins de Jéhovah est révélateur de l’isolement de la France au sein de l’Europe occidentale. Ce groupe, beaucoup plus anciennement implanté en Europe que les autres, a posé problème aux pays dans lesquels il se développait pour trois raisons : le refus de la transfusion sanguine, du service militaire, et de la participation au vote. Le premier refus semble avoir trouvé à la fois une solution juridique (concernant les enfants mineurs) et une solution médicale grâce à la création de produits de substitution. Même si l’efficacité de ces solutions n’est pas unanimement reconnue, on n’a plus signalé de décès de mineurs survenus faute de transfusion sanguine depuis plusieurs années en Europe occidentale. Le deuxième problème cesse progressivement d’exister partout où la professionnalisation de l’armée est en cours. Enfin, le refus de voter fait désormais partie d’un questionnement plus général de société. » Conformément  à la loi les Témoins de Jéhovah s'inscrivent sur les listes électorales et comme tout un chacun choisissent de voter ou pas.

#### Rapports parlementaires
Les Témoins de Jéhovah ont été mentionnés en France parmi les mouvements sectaires par des commissions d'enquête parlementaire sur les sectes. Pourtant, le gouvernement français a rappelé à diverses reprises que les rapports parlementaires sur les sectes n'avaient pas force de loi et ne pouvaient justifier aucune mesure discriminatoire à l'encontre des groupes qui s'y trouvent listés. Finalement, le Premier ministre a demandé dans sa circulaire du 27 mai 2005 que le recours à des listes de sectes soit évité au profit de l'utilisation de faisceaux de critères.
Après avoir demandé en vain l'accès aux documents établis par les Renseignements généraux auxquels se réfèrent les rapports des commissions d'enquête parlementaire sur les sectes de 1995 et de 1998, les Témoins de Jéhovah ont saisi le juge administratif. Dans deux arrêts rendus le 3 juillet 2006, le Conseil d'État a annulé les décisions de refus du ministre de l'Intérieur. Finalement, les Témoins de Jéhovah ont obtenu ce dossier préparé par les Renseignements généraux à leur sujet pour les travaux de ces commissions parlementaires sur les sectes et l'ont rendu public lors d'une conférence de presse en décembre 2006. Selon le quotidien Le Monde, « Cette "note blanche", qui leur a été communiquée après huit années de procédures, comprend uniquement une fiche de présentation et la liste de leurs lieux de culte ».
Si la presse se réfère encore régulièrement à la liste des sectes établie par la commission parlementaire de 1995, certains journalistes disent parfois que le rapport est « reconnu depuis caduc » ou que la liste des sectes est « aujourd'hui qualifiée d'obsolète par les pouvoirs publics », en précisant toutefois que « les Témoins de Jéhovah posent des problèmes en termes de dérives sectaires, notamment en raison de leur refus des transfusions sanguines aux mineurs, ou des problèmes d'éducation des enfants à qui ils inculquent une vérité».

#### Statut d'association cultuelle
Comme l'explique la circulaire publiée conjointement par les ministères de l'Intérieur et de l'Économie en juin 2010 à propos du support institutionnel de l'exercice du culte, la création d'une association cultuelle est soumise à une simple obligation de déclaration, sous quelques conditions prévues par la loi du 9 décembre 1905, pour disposer de la personnalité morale et de la capacité juridique des associations. Cependant, pour bénéficier de la capacité à recevoir des libéralités ou d'autres avantages fiscaux, l'association doit obtenir l'autorisation de l'autorité administrative compétente après vérification qu'elle remplit bien les conditions suivantes :
- l'exercice public d'un culte ;
- le caractère exclusivement cultuel des stipulations statutaires et des activités réelles ;
- la conformité à l'ordre public de ses activités réelles ou celles de ses membres en rapport direct avec son objet.

Dans une note de jurisprudence publiée dans Les Petites Affiches, Isabelle Rouvière-Perrier estime qu'il ressort des deux arrêts du Conseil d'État en date du 13 janvier 1993 que les réunions des Témoins de Jéhovah ont un caractère religieux et sont constitutives de l'exercice public d'un culte. Ainsi a-t-il décidé que les lieux de culte des Témoins de Jéhovah de Laval et du Puy devaient bénéficier de l'exonération de la taxe d'habitation.

Le 23 juin 2000, le Conseil d'État a rendu deux arrêts de principe concluant que les associations locales des Témoins de Jéhovah peuvent bénéficier du statut d'association cultuelle. Le caractère exclusivement cultuel de l'association en question n'étant pas remis en cause, les juges se sont surtout prononcés sur l'éventuelle atteinte à l'ordre public : 
« Considérant d’une part, que si le ministre soutient que la cour aurait commis une erreur de droit en lui imputant la charge de la preuve de l’existence d’une menace à l’ordre public attachée à l’exercice de l’activité de l’Association locale pour le culte des témoins de Jéhovah de Clamecy, ce moyen manque en fait ; Considérant, d’autre part, qu’après avoir souverainement relevé, par une appréciation qui n’est pas susceptible d’être discutée devant le juge de cassation, qu’il ne résultait de l’instruction, ni que ladite association ait fait l’objet de poursuites ou d’une dissolution de la part des autorités administratives et judiciaires, ni qu’elle ait incité ses membres à commettre des délits, en particulier celui de non assistance à personne en danger, la cour a pu, sans entacher son arrêt d’erreur de qualification juridique, juger dans les circonstances de l’espèce qui lui était soumise, que l’activité de l’Association locale pour le culte des témoins de Jéhovah de Clamecy ne menaçait pas l’ordre public et que, par suite, ladite association était en droit de bénéficier, au titre de l’année 1995, de l’exonération prévue à l’article 1382 du code général des impôts »

Commentant cette nouvelle jurisprudence dans la presse juridique, deux maîtres des requêtes au Conseil d'État expliquent que l'arrêt de section du Conseil d'État du 23 juin 2000 associé à l'avis d'Assemblée du 24 octobre 1997 permet l'abandon de la jurisprudence découlant de l'arrêt d'Assemblée du 1er février 1985 :
« À cet égard, les décisions analysées nous semblent, dans le prolongement de l'avis de 1997, revenir sur la solution discutable - et discutée - retenue par l'assemblée du contentieux en 1985 au sujet des mêmes Témoins de Jéhovah. Le Conseil d'État avait, comme nous l'avons vu, dénié à l'association chrétienne Les Témoins de Jéhovah de France la qualité d'association cultuelle en raison [...] de son attitude par rapport à la transfusion sanguine, qu'il jugeait attentatoire à l'ordre public. Ce faisant, le Conseil d'État ne s'était pas contenté de porter un jugement in concreto sur les agissements de l'association, mais avait fondé sa décision sur une analyse in abstracto de la doctrine à laquelle adhérait cette association, ce qui revenait, d'une certaine manière, à lui faire un procès d'intention. »

De même, la Revue de Droit Fiscal soutient le même point de vue :
« La réponse négative [à la question de savoir si le juge doit se livrer à un contrôle de la croyance, indépendamment de toute expression concrète de celle-ci] apportée par décision du Conseil d'État [...] implique nécessairement l'abandon de la jurisprudence issue de la décision d'Assemblée du 1er février 1985 [...], à supposer que la rédaction ambiguë de cette décision retienne implicitement le fait que le refus des transfusions sanguines porte atteinte à l'ordre public. Cet abandon était déjà dans l'Avis de l'Assemblée du contentieux précité du 24 octobre 1997. En se référant aux activités de l'association, cet Avis retient un critère matériel et semble déjà exclure tout contrôle du dogme ou de la croyance. »

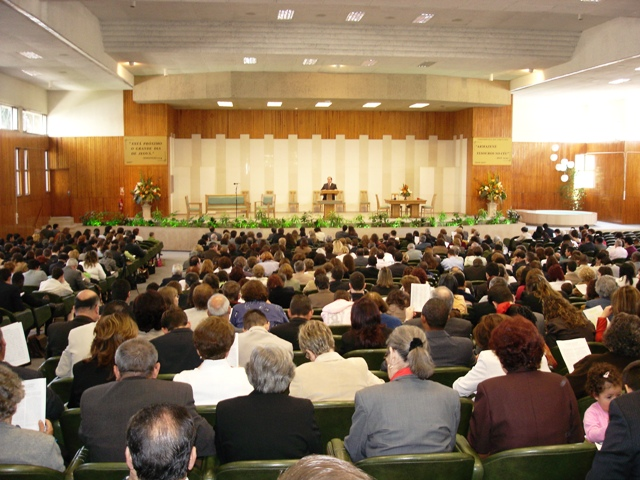
Rassemblement régional dans une salle d'assemblée.

Par ailleurs, le maître de conférences Gérard Gonzalez explique que « limiter la portée de ces arrêts aux seules associations locales concernées paraît irréaliste s'agissant d'un groupement fortement centralisé sur le terrain doctrinal, comme l'est d'ailleurs toute Église ou organisation ecclésiale ». D'où sa conclusion que « le constat de respect de l'ordre public par le groupement concerné est la solution de principe » et que « la jurisprudence ne pourra lui apporter que des exceptions justifiées par certains faits ou évènements précis ».
Tirant conséquence de cette jurisprudence, le Bureau central des cultes au sein du ministère de l'Intérieur a donné pour consignes aux préfectures d'accorder le statut d'association cultuelle aux églises locales des Témoins de Jéhovah qui en font la demande. Comme il l'a expliqué à la doctorante Céline Couchouron-Gurung, le chef du Bureau des cultes Vianney Sevaistre a dû justifier sa position sur la question du statut des Témoins de Jéhovah lors du colloque " Quelle laïcité en Europe ? " tenu à Rome en mai 2002. Il a expliqué en particulier que l'administration avait jusqu'alors refusé ce statut aux Témoins de Jéhovah au motif que l'ordre public était troublé, mais que ces motivations ont été régulièrement rejetées par les juridictions administratives et judiciaires. Faute de trouble à l'ordre public, il ne restait aucune raison de refuser le bénéfice de ce statut juridique.

L’ouvrage de référence Droit français des religions, publié sous la direction de Francis Messner, de Pierre-Henri Prélot et de Jean-Marie Woehrling, propose ainsi un bilan de la reconnaissance progressive du statut cultuel des Témoins de Jéhovah en France :
« Les conditions fixées par l’avis du Conseil d’État du 24 octobre 1997 à la reconnaissance du statut d’association cultuelle étant très restrictives, seuls les Témoins de Jéhovah [parmi les mouvements dits “sectaires”] se sont vu reconnaître le statut d’association cultuelle par deux décisions précitées du Conseil d’État du 23 juin 2000 relatives à une demande d’exonération de la taxe foncière sur le fondement de l’article 1382-4° du Code général des impôts. Rompant avec la jurisprudence issue de la décision d’assemblée précitée du 1er février 1985, le Conseil d’État a confirmé l’arrêt de la cour administrative d’appel de Lyon qui avait relevé que les associations locales des Témoins de Jéhovah en cause n’avaient “fait l’objet ni de poursuites ni d’une dissolution de la part des autorités administratives et judiciaires et n’a[vaient] pas incité [leurs] membres à commettre des délits, en particulier celui de non-assistance à personne en danger” pour en conclure que “[leurs] activités ne portent pas atteinte à l’ordre public” et admettre, par suite, leur “caractère cultuel”. »

#### Affiliation à la caisse des cultes
Cette reconnaissance cultuelle a ouvert la porte à d'autres décisions contribuant à l'intégration des Témoins de Jéhovah dans le paysage cultuel de France. Ainsi ont-ils obtenu l'affiliation de deux ministres permanents de leur culte à la Caisse d'assurance vieillesse, invalidité et maladie des cultes (CAVIMAC), à la suite d'un avis positif de la Commission consultative des cultes réunie le 26 octobre 2001, alors que leurs demandes avaient été jusque-là rejetées. Il s'est ensuivi le rattachement de 300 membres de la Communauté chrétienne des Béthélites et 400 ministres du culte itinérants de l'Association cultuelle les Témoins de Jéhovah de France à ce régime de protection sociale spécifique aux cultes.
En réponse à un député qui attirait l'attention du gouvernement sur cette situation, le ministre de la Santé a répondu :
« L'affiliation au régime des cultes des ministres du culte des témoins de Jéhovah a été effectuée conformément aux dispositions législatives et réglementaires applicables en matière d'affiliation des ministres des cultes et des membres de congrégations et collectivités religieuses, telles que prévues aux articles L. 721-1 et R. 721-1 à R. 721-12 du code de la sécurité sociale. »
Le journal Le Monde voit dans cette reconnaissance un nouveau « signe de la normalisation de leur culte ».

#### Agrément d'aumôniers des prisons
L'agrément de leurs ministres du culte comme aumôniers des prisons par le Garde des Sceaux est considéré comme la dernière étape de reconnaissance du culte des Témoins de Jéhovah. En juin 2011, la Cour administrative d'appel de Paris a confirmé « que l'association " Les Témoins de Jéhovah de France " bénéficiait du statut d'association cultuelle régie par la loi du 9 décembre 1905 et  la loi sur la liberté d'associations du 1er juillet 1901 ».
Après avoir rappelé les arrêts du Conseil d'État du 30 juin 2000 et la décision rendue le 30 juin 2011 par la Cour européenne des droits de l'homme estimant que « le libre exercice du droit à la liberté de religion des Témoins de Jéhovah est protégée par l'article 9 de la Convention [...] sauf dérives », le Premier conseiller à la Cour administrative d'appel de Paris a noté que ces arrêts « se placent dans la lignée de cette reconnaissance progressive » et que le juge administratif relève « que l'administration n'apporte aucun élément de nature à établir que les activités de l'association ne seraient pas conformes à son objet, exclusivement cultuel » et « qu'il ne résulte pas de l'instruction que ces activités seraient contraires à l'ordre public ». Et de signaler que diverses autorités administratives indépendantes se sont prononcées en leur faveur, notamment deux délibérations de la HALDE (aujourd'hui Défenseur des droits) du 22 février 2010 et un avis du Contrôleur général des lieux de privation de liberté publié le 17 avril 2011 au Journal officiel.
Le 16 octobre 2013, le Conseil d'État a entériné la jurisprudence censurant les arguments de l'administration pénitentiaire pour refuser l'agrément des aumôniers Témoins de Jéhovah, en confirmant les arrêts des cours administratives d'appel de Paris, de Douai et de Nancy. Outre les textes fondamentaux, les juges ont rappelé que le code de procédure pénale prévoit que « chaque détenu doit pouvoir satisfaire aux exigences de sa vie religieuse » et « participer aux offices ou réunions organisés » par des aumôniers agréés. Ils ont également considéré que le refus ne peut se baser légalement sur « l’insuffisance du nombre de détenus se réclamant de la confession des Témoins de Jéhovah ».
Selon le professeur de droit Patrice Rolland, cette décision « s’inscrit dans la ligne d’une jurisprudence constante depuis 1997 » pour ce qui concerne le statut cultuel des Témoins de Jéhovah en France. Selon la Revue française de droit administratif, « cet arrêt, avec d'autres décisions du juge administratif, confirme la banalisation du culte des Témoins de Jéhovah en droit français sous l'influence de la Cour EDH ». De même, en tant que maître des requêtes au Conseil d'État, Frédéric Dieu estime dans le Recueil Dalloz que cet arrêt consacre la « normalisation » du mouvement des Témoins de Jéhovah, « qui se voit traité comme les cultes dits "traditionnels" ».
Les Témoins de Jéhovah font désormais partie des sept confessions agréées au niveau national. Au 1er janvier 2015, ils disposaient ainsi d'un aumônier national des prisons et de 105 intervenants cultuels répartis sur le territoire français. Leur rôle est « de célébrer les offices religieux, d'animer des réunions cultuelles et d'apporter l'assistance spirituelle aux personnes détenues ».

#### L'avis officiel de la Miviludes
Selon le secrétaire général de la Mission interministérielle de vigilance et de lutte contre les dérives sectaires (Miviludes), « les témoins de Jéhovah ne sont pas une secte parce qu’en France, il n’y a aucune secte ». Il considère cependant « que les Témoins de Jéhovah posent un certain nombre de problèmes qui, [du] point de vue [de la Miviludes], sont caractéristiques des dérives sectaires », même s'il considère que cela ne constitue pas de troubles à l'ordre public. En septembre 2018, interrogé dans une émission de RMC Découverte quant à savoir si le reniement de la part de la famille adepte en cas d'excommunication est fréquente chez les Témoins de Jéhovah, Serge Blisko, alors président de la Miviludes, explique : « Nous l'avons très souvent entendu de la part de jeunes qui sont sortis du mouvement et pour qui la plus grande douleur, c'est justement ce qu'ils appellent cette excommunication. Des jeunes nous ont décrit leur désarroi, leur peine, leur souffrance, de rencontrer dans une ville [...] leurs parents, de passer sur le même trottoir, et ils [...] ne les regardent pas. C'est horrible ». Puis, questionné sur le fait qu'une telle pratique puisse être typique d'un mouvement sectaire, il répond : « Oui, d'un mouvement intégriste, d'un mouvement où la dérive sectaire a pris le pas sur la réflexion et sur l'amour familial ».
Georges Fenech, président de la Miviludes de 2008 à 2012,  considère donc l'arrêt du 30 juin 2011 de la Cour européenne des droits de l'homme comme un « non évènement » par rapport au statut des Témoins de Jéhovah en France. Tandis que la presse estime que la condamnation de la France pour atteinte à leur liberté de religion constitue une reconnaissance des Témoins de Jéhovah comme religion, il rappelle que « l'administration fiscale avait d'ores et déjà accordé le bénéfice d'Association cultuelle à trois organisations jéhovistes nationales » et « environ 1 000 associations locales des Témoins de Jéhovah bénéficient dans 98 départements du statut cultuel ».

### Allemagne

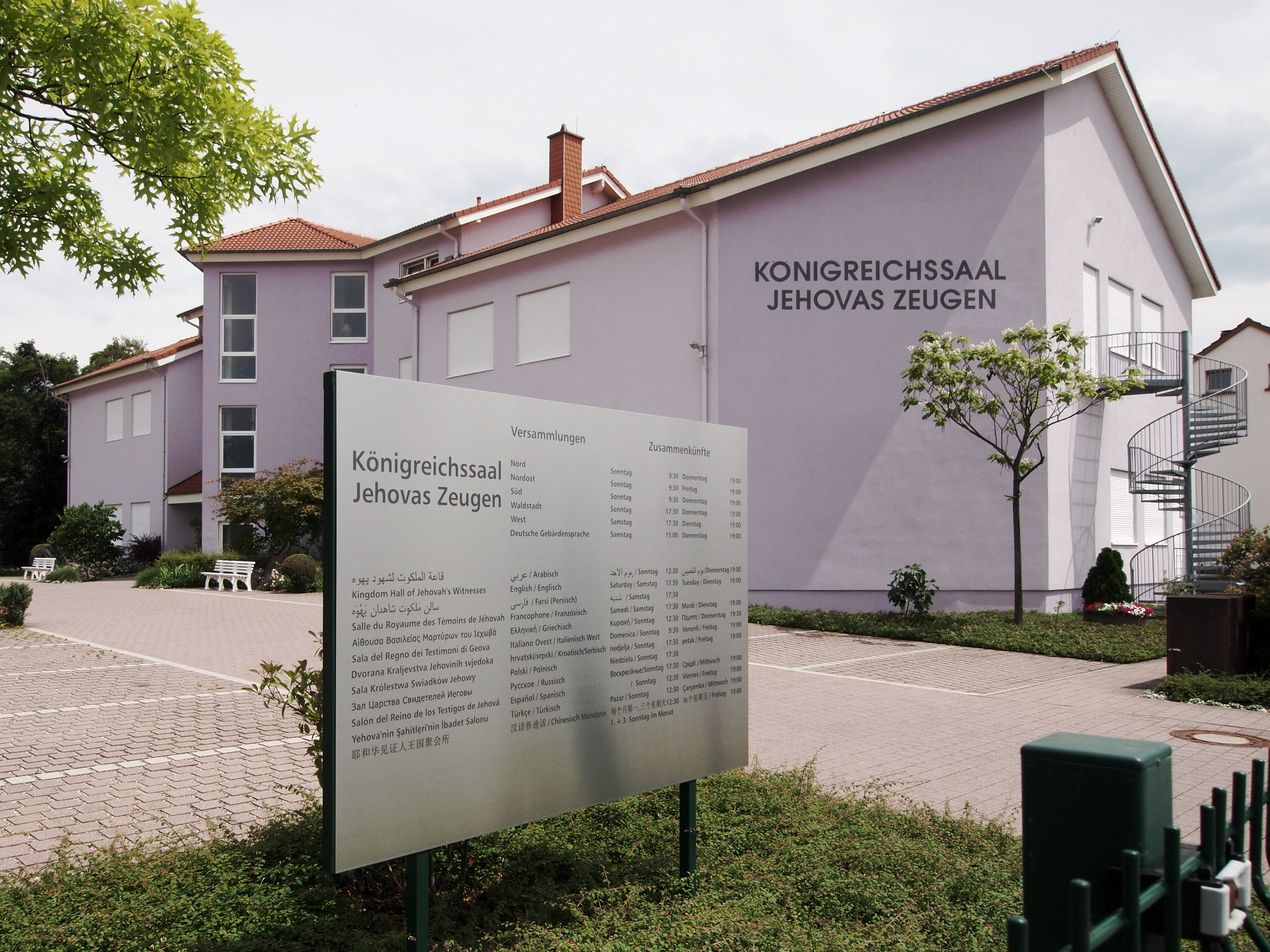
Salle du Royaume des Témoins de Jéhovah à Karlsruhe

La Communauté religieuse des Témoins de Jéhovah en Allemagne est reconnue comme Corporation de droit public (Körperschaft des öffentlichen Rechts) par le Sénat de Berlin depuis le 13 juin 2006. Cette reconnaissance dans le Land de Berlin est le résultat de 15 années de démarches et de procédures juridiques.
Alors qu'en 1997 la Cour administrative fédérale leur avait refusé ce statut au motif qu'ils ne manifestaient pas une loyauté suffisante à l'égard de l'État démocratique du fait de leur non participation aux élections politiques, la Cour constitutionnelle de Karlsruhe a annulé cette décision en estimant que l'on ne peut exiger d'eux une telle loyauté et que cette organisation apolitique ne constitue pas un danger pour la démocratie. Finalement, la Cour administrative d'appel de Berlin a estimé dans son arrêt du 24 mars 2005 que les Témoins de Jéhovah remplissent les conditions légales pour bénéficier de ce statut et a rejeté les autres motifs soulevés par la Ville-État de Berlin.
En 2009, dix autres Länder (sur seize) ont accordé le statut de corporation de droit public aux Témoins de Jéhovah.

### Autriche
Enregistrée le 5 novembre 1970,  la Wachtturm Bibel- und Traktatgesellschaft qui regroupe les Témoins de Jéhovah d'Autriche  a demandé en 1978 le statut de  personne morale  et d'« association confessionnelle », qui leur fut refusé en 1997.
À la suite d'une nouvelle loi sur les communautés religieuses, en 1998, les Témoins de Jéhovah furent reconnus comme personne morale et obtinrent un statut intermédiaire de « communauté religieuse enregistrée », qui permet au bout de 10 ans d'obtenir le statut d'« association confessionnelle ».
L'Autriche a été condamnée en juillet 2008 pour préjudice moral par la Cour européenne des droits de l’homme, en raison de la durée excessive de la procédure et du fait que d'autres communautés religieuses ont été traitées plus favorablement
.
Finalement, le ministère de l'Éducation et des Cultes a accordé à la Religionsgemeinschaft der Zeugen Jehovas le statut de société religieuse reconnue en mai 2009.

### Danemark
Au Danemark, en dehors de l'Église d'État (l'Église évangélique luthérienne), il existe trois catégories de cultes : les cultes reconnus par décret royal, avant que ce système soit supprimé en 1970 ; les cultes ayant reçu une autorisation ministérielle de conclure des mariages ayant des effets civils depuis 1970 ; les cultes sans reconnaissance. Les Témoins de Jéhovah peuvent être qualifiés de « culte reconnu », ce qui leur permet de célébrer des mariages civils et de tenir des registres civils. Ils représentent donc officiellement la troisième religion au Danemark en 2012.

### Espagne
Depuis les années 1980, l'Association des Témoins de Jéhovah d'Espagne figure sur le registre des entités religieuses. Le 29 juin 2006, la Commission consultative pour la liberté religieuse a reconnu la qualification d'« enracinement notoire » aux Témoins de Jéhovah. Ils peuvent dès lors entamer des négociations en vue de la signature d'un accord avec l'État espagnol.

### Italie

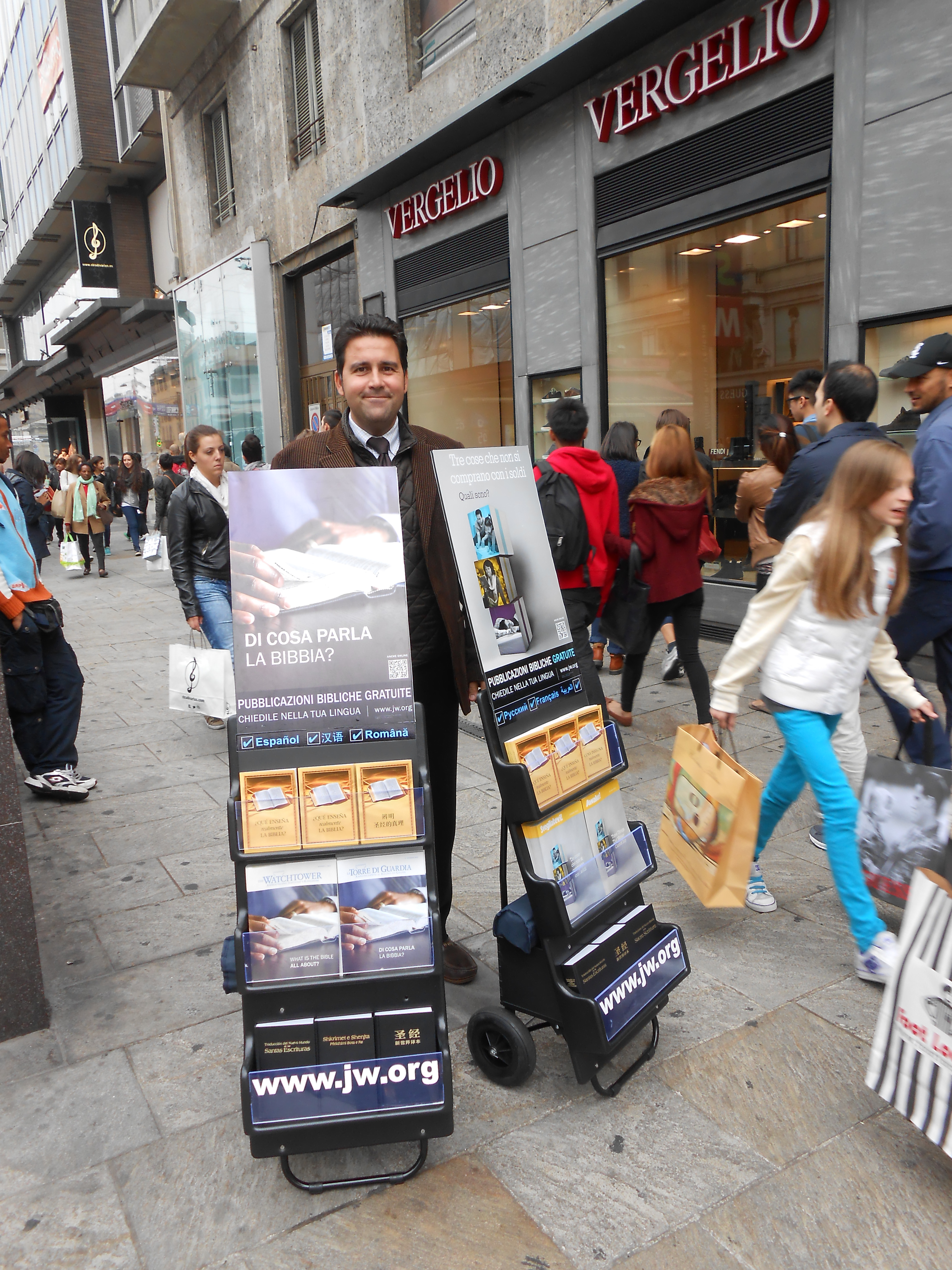
Évangélisation dans les rues de Milan

Il existe en Italie une reconnaissance à deux étages pour les religions : la reconnaissance dans le cadre de la loi du 24 juin 1929, qui est la première étape vers la signature d'une entente (intesa). Depuis leur reconnaissance comme « confession religieuse » par décret présidentiel en 1986, les Témoins de Jéhovah sont autorisés à célébrer des mariages ayant des effets civils.
Une entente entre la République italienne et la Congrégation chrétienne des Témoins de Jéhovah a été signée par le Conseil des ministres le 4 avril 2007 et doit être votée sous forme de loi par le Parlement italien. Une entente avait déjà été signée le 20 mars 2000, mais n’avait pas été ratifiée par le Parlement, en raison d’un changement de majorité en 2001.
La reconnaissance des Témoins des Jéhovah en Italie fait suite à celles de nombreux autres mouvements, tels que les adventistes du 7e jour (1986), les assemblées de Dieu (1988), l'Union des Communautés juives italiennes (1989), l'Union chrétienne évangélique baptiste d'Italie ou l'Église évangélique luthérienne en Italie (1993).

### Fédération de Russie
Leurs origines remontant à 1891 en Russie, les Témoins de Jéhovah ont longtemps été interdits en Union soviétique, dont plusieurs années de déportation en Sibérie après la deuxième guerre mondiale. Ils ont obtenu une existence légale par l'enregistrement officiel du Centre administratif des organisations religieuses des Témoins de Jéhovah en URSS accordé par le ministre de la Justice russe le 27 mars 1991.
À la suite d'une nouvelle loi votée en 1997 sur « La liberté de conscience et les organisations religieuses », toutes les organisations religieuses ont dû se faire réenregistrer avant le 31 décembre 2000, faute de quoi elles n'auraient plus été autorisées à poursuivre leurs activités cultuelles. Au niveau fédéral le Centre administratif pour les Témoins de Jéhovah de Russie a été enregistré comme organisation religieuse par le ministère de la Justice le 29 avril 1999. Environ 350 associations locales ont également obtenu leur réenregistrement dans la plupart des régions de Russie. En revanche, les autorités à Moscou ont refusé de renouveler l'enregistrement de la branche moscovite des Témoins de Jéhovah, ce qui a valu à la fédération de Russie une condamnation par la Cour européenne des droits de l'homme pour violation des articles 9 (liberté de religion) et 11 (liberté d'association). Dans son arrêt du 10 juin 2010, la Cour européenne a jugé que « la dissolution de la communauté a constitué une sanction excessivement sévère et disproportionnée par rapport au but légitime poursuivi par les autorités » dans la mesure où la décision des autorités « ne reposait pas sur une base factuelle adéquate », selon le communiqué du Greffier :
« En particulier, les juridictions internes n’ont pas avancé de motifs pertinents et suffisants pour montrer que la communauté requérante avait forcé des individus à rompre avec leur famille, qu’elle avait porté atteinte aux droits et libertés de ses membres ou de tiers, qu’elle avait incité ses adeptes à se suicider ou à refuser des soins, qu’elle avait porté atteinte aux droits des parents ne faisant pas partie de ses membres ou à leurs enfants, ou encore qu’elle avait encouragé ses membres à refuser de respecter une quelconque obligation légale. Les contraintes imposées par la communauté requérante à ses membres, telles que la prière, la diffusion de leur foi par porte à porte et certaines restrictions quant à leurs activités de loisirs, ne sont pas fondamentalement différentes de contraintes analogues imposées par d’autres religions à leurs fidèles dans la sphère privée. De plus, la conclusion des juridictions internes selon laquelle certaines personnes avaient été forcées de rejoindre la communauté n’est étayée par aucun élément. Le fait que la communauté requérante prêchait le refus des transfusions sanguines même en cas de danger de mort n’est pas suffisant pour déclencher l’application d’une mesure aussi radicale que l’interdiction de ses activités, étant donné que le droit russe laisse aux patients la liberté de choix quant au traitement médical qu’ils souhaitent suivre. »
Le 16 novembre 2014, la région de Samara a officiellement interdit le culte des témoins de Jéhovah. Depuis 2009, près de 70 de leurs publications sont listées comme extrémistes en Russie, notamment à cause de leur incitation à la haine religieuse. Le 3 décembre 2014, la Cour suprême de la fédération de Russie a déclaré que le site internet des témoins de Jéhovah, ainsi que trois de leurs livres, étaient extrémistes. Cela fait suite à l'interdiction du mouvement dans la région de Samara. En Russie, les autorités accusent les témoins de Jéhovah de recruter des enfants, d'inciter les fidèles à rompre avec leurs familles, d'inciter au suicide et de demander aux fidèles de refuser certains traitements médicaux.
Le 20 avril 2017, la Cour suprême de Russie interdit officiellement les Témoins de Jéhovah sur tout le territoire russe, car ils ont été jugés extrémistes. Le ministère russe de la Justice a relevé chez les Témoins de Jéhovah des « signes d’activité extrémiste » et a estimé qu’ils représentaient « une menace pour les droits des citoyens, pour l’ordre public et pour la sécurité de la société » et la Cour suprême, qui examine cette affaire depuis le 5 avril, a décidé jeudi de satisfaire la demande du ministère, ordonnant la liquidation des 395 organisations locales des Témoins de Jéhovah sur le territoire russe et la confiscation de leurs biens. Le 30 mars 2017 au Conseil permanent de l'Organisation pour la sécurité et la coopération en Europe (OSCE), l'Union européenne a déclaré qu'elle était « préoccupée par les dernières évolutions concernant les Témoins de Jéhovah en Russie » et que la requête déposée par le ministère de la Justice devant la Cour suprême « marque une nouvelle étape dans le harcèlement et la persécution juridique dont font l'objet les Témoins de Jéhovah en Russie ». Selon le bureau du Haut-Commissaire des Nations Unies aux droits de l’homme, plusieurs rapporteurs spéciaux ont exhorté les autorités russes à abandonner cette procédure judiciaire et « à réviser leur législation anti-extrémisme et sa mise en œuvre afin d’éviter les violations fondamentales des droits de l'homme ». Quelques jours après la décision de la Cour suprême de Russie, le directeur du Bureau des institutions démocratiques et des droits de l'Homme à l'OSCE, Michael Georg Link, s’est dit « profondément préoccupé par cette criminalisation injustifiée des activités pacifiques des membres des communautés de Témoins de Jéhovah en Russie ».

### Sociologie ou histoire des religions
- Bernard Blandre, Les Témoins de Jéhovah, Éditions Brepols, 1991.
- Régis Dericquebourg, Les groupes religieux minoritaires - aspects et problèmes, cahier spécial de l'Association d'Étude et d'Information sur les Mouvements Religieux.
- Régis Dericquebourg, « Les témoins de Jéhovah et le rapport », in Pour en finir avec les sectes - Le débat sur le rapport de la commission parlementaire, sous la direction de Massimo Introvigne et de J. Gordon Melton, CESNUR, Éditions Dervy, Paris, 1996, p. 255-260.
- Nathalie Luca et Frédéric Lenoir, Sectes, mensonges et idéaux, Éditions Bayard, Paris, 1998.
- Régis Dericquebourg, « Les Témoins de Jéhovah : vers une sortie de la logique sectaire ? », in Sectes et démocratie, sous la direction de Françoise Champion et de Martine Cohen, Éditions Seuil, Paris, 1999, p. 105-125.
- Françoise Champion, « "Sectes", entre guillemets », Actualité des religions, no 6, juin 1999, p. 40-43.
- Françoise Champion et Martine Cohen (sous la direction de), Sectes et démocratie, Éditions Seuil, Paris, 1999.
- Frédéric Lenoir, Controverses passionnées à propos des sectes, Le Monde diplomatique, mai 1999, p. 26, 27.
- Régis Dericquebourg, « Les stratégies des groupes religieux minoritaires face à la lutte anti-secte française », Religiologiques, 22, automne 2000, 119-130.
- Nathalie Luca, Sectes, Églises et nouveaux mouvements religieux, in Actes du séminaire «  L'enseignement du fait religieux », 5, 6 et 7 novembre 2002.
- Régis Dericquebourg, « La controverse sur les sectes en France », 2009
- Régis Dericquebourg, « La place des Témoins de Jéhovah dans les groupes sectaires d'après leurs écrits officiels. Note de sociologie religieuse. », 2009

### Rapports d'enquête officiels
- Rapport no 2468 Les sectes en France, commission d'enquête parlementaire sur les sectes, Mrs les Députés Alain Gest et Jacques Guyard, 22 décembre 1995.
- Rapport no 1687, Les Sectes et l'argent, commission d'enquête sur la situation financière, patrimoniale et fiscale des sectes, ainsi que sur leurs activités économiques et leurs relations avec les milieux économiques et financiers, Jacques Guyard et Jean-Pierre Brard, 10 juin 1999.
- Rapport no 3507 l'Enfance volée, commission d'enquête parlementaire relative à l'influence des mouvements à caractère sectaire et aux conséquences de leurs pratiques sur la santé physique et mentale des mineurs, Georges Fenech, Philippe Vuilque, 12 décembre 2006.

### Associations d'information et de lutte contre les dérives sectaires
- UNADFI, Bulles no 87, 3e trimestre 2005.

### Sources diverses
- « Sectes… entre panique et confusion », hors-série de la revue protestante Réforme, juin 2000.
- Massimo Introvigne et J. Gordon Melton (sous la direction de), Pour en finir avec les sectes - Le débat sur le rapport de la commission parlementaire, CESNUR, Éditions Dervy, Paris, 1996.
- Jean-Paul Willaime, « Débat sur les sectes et perception sociale du religieux en France », Conscience et Liberté, no 59, 2000.

### Livres favorables aux Témoins de Jéhovah
- Philippe Barbey, Les Témoins de Jéhovah - Pour un christianisme original, Éditions L'Harmattan, Paris, 2003.
- Sabine Besson, Droit de la famille, religions et sectes, Éditions EMCC, Lyon, 1997.
- Philippe Goni, Les Témoins de Jéhovah : Pratique cultuelle et loi du 9 décembre 1905, Éditions L'Harmattan, Paris, 2004.

### Livres défavorables aux Témoins de Jéhovah
- Charline Delporte, Témoins de Jéhovah : Les victimes parlent, Éditions Fayard, 1998
- Raymond Franz, Crise de conscience, Commentary Press
- Nicolas Jacquette, Nicolas, 25 ans, rescapé des Témoins de Jéhovah, Balland, 2007
- Dany Bouchard, Dans l'enfer des témoins de Jéhovah, Éditions du Rocher, 2001